# Extinct
Extinct (xinès simplificat: 拯救甜甜圈：时空大营救, pinyin: Zhěngjiù Tiántiánquān: Shíkōng dà yíngjiù) és una pel·lícula de comèdia d'aventures d'animació per ordinador del 2021 dirigida per David Silverman i codirigida per Raymond S. Persi, a partir d'un guió de Joel Coen, John Frink i Rob LaZebnik. Compta amb les veus de Rachel Bloom, Adam Devine, Zazie Beetz, Ken Jeong, Catherine O'Hara, Benedict Wong, Reggie Watts i Jim Jefferies. És protagonitzada per dos flummels, una espècie extingida semblant a un conill, que es veuen transportats de la seua illa l'any 1835 fins a l'actual Xangai.
La pel·lícula es va estrenar a Rússia l'11 de febrer de 2021, als cinemes del Regne Unit per Sky Cinema el 20 d'agost de 2021, i després es va estrenar a tot el món a Netflix el 19 de novembre de 2021.

## Sinopsi
Dos bestioles, d'una espècie anomenada flummel, viatgen en el temps fins l'època actual, per a descobrir que la seua espècie s'ha extingit.

## Equip
- Rachel Bloom com Op, una Flummel femenina de color crema i marró que és la germana d'Ed.
- Adam DeVine com Ed, un masculí Flummel gris que és el germà d'Op.
- Zazie Beetz com a Dottie, un dodo que és el líder de The Extinctables.
- Ken Jeong com Clarance, un gos de Pomerania.
- Benedict Wong com el Dr. Chung.
- Jim Jefferies com Burnie, un tigre de Tasmània que és membre de The Extinctables.
- Catherine O'Hara com Alma, una Macrauchenia que és membre de The Extinctables.
- Reggie Watts com Hoss, un Triceratops que és membre de The Extinctables.
- Nick Frost com el capità Fitzroy, capità de l′HMS Beagle.
- Tom Hollander com Charles Darwin.
- Henry Winkler com Jepson, un Flummel gran i gris.
- Alex Borstein com Mali, una Flummel marró.
- Richard Kind com Wally, una balena blava parlant.

## Producció
La pel·lícula es va anunciar per primera vegada el 3 de setembre de 2019, com una nova producció de Cinesite Animation dirigida per David Silverman amb Raymond S. Persi com a codirector. També s'anunciaren a Adam DeVine, Rachel Bloom, Zazie Beetz i Ken Jeong com a membres del repartiment.
Es va estrenar al Regne Unit el 20 d'agost de 2021 en Sky Cinema. La pel·lícula també es va estrenar a Rússia l'11 de febrer de 2021 i tingué una estrena global per Netflix el 19 de novembre de 2021.

## Rebuda
A l'agregador de ressenyes Rotten Tomatoes té una puntuació del 50% basada en sis ressenyes, amb una puntuació mitjana de 4,90/10. Steve Rose de The Guardian va donar a la pel·lícula una puntuació de 2 sobre 5, escrivint que: "Al món darwinià de l'entreteniment per a infants, Extinct sembla un carreró sense eixida evolutiva".